# The Little Rascals
The Little Rascals (prt: Os Pequenos Marotos; bra: Os Batutinhas) é uma comédia estadunidense de 1994, dirigida por Penelope Spheeris, produzida pela Amblin Entertainment e distribuída pela Universal Pictures, com roteiro de Paul Guay, Stephen Mazur e da própria diretora. O filme é baseado na cinessérie de curtas-metragens Our Gang, de Hal Roach, produzida dos anos 1920 aos anos 1940, sobre as aventuras de uma turma de crianças do bairro.
Em 2014, foi lançada uma continuação diretamente em vídeo intitulada The Little Rascals Save the Day.

## Sinopse
Spanky ("Batatinha" no Brasil) é o presidente do Clube dos Machos que Detestam as Mulheres ("mulher" em inglês é "woman", mas foi gravado pelo clube como "womun"). O clube possui muitos meninos em idade escolar de todo o bairro como membros. Seu melhor amigo, Alfalfa, foi escolhido como o piloto do carro do clube: "The Blur", na corrida anual Soap Box Derby. No entanto, quando o anúncio é feito, ninguém encontra Alfalfa.
Os meninos pegam Alfalfa na companhia de Darla. Os membros do clube tentam fazer o possível para separá-los, eventualmente causando um incêndio em seu clube. Darla é erroneamente levada a crer que Alfalfa sente vergonha dela, então ela se vira suas atenções para Waldo, o novo garoto cujo pai (interpretado por Donald Trump) é um magnata do petróleo. Spanky, Stymie e amigos julgam e punem Alfalfa, deixando-o como guarda do kart dia e noite até o dia da corrida. Até esse dia chegar, Alfalfa faz muitas tentativas para atrair de volta Darla, incluindo uma visita ao seu ensaio de balé, uma carta de amor não entregue e uma serenata.
A fim de reconstruir o seu clube, os meninos tentam financiar para cobrir o custo da madeira: US$450. Mas os mais jovens, Porky e Buckwheat, conseguem US$500. Sua professora descobre sobre o esquema, mas Spanky convence-a a usar os fundos como prêmio em dinheiro para a corrida.
"The Blur" é roubado pelos valentões locais: Butch e Woim. Além de terem que reconstruir o clube, os meninos agora precisam de um novo conjunto de rodas. Eles se unem para construir "Blur 2: A Sequência". Antes do dia da corrida, Spanky e Alfalfa se reconciliam e decidem andar juntos nos dois lugares do carro. Eles esperam ganhar o prêmio em dinheiro e o troféu, que será apresentado aos vencedores pelo maior piloto de todos: "A.J. Ferguson".
Butch e Woim fazer várias tentativas sorrateiras de impedir Alfalfa e Spanky de vencer a corrida. Waldo, que (aparentemente) expulsa Darla de seu carro de corrida, também utiliza alguns truques. É uma corrida selvagem até o fim, mas o "Blur 2" cruza a linha de chegada à frente da corrida (e resultando em uma foto final entre "The Blur" e "The Blur 2" literalmente "por um fio de cabelo", devido ao pontudo penteado de Alfalfa), apesar dos muitos arranhões e acidentes em todo o derby. Quando Butch e Woim tentam bater em Alfalfa, ele atira Butch em uma poça de porcos e Woim joga-se dentro.
Junto com o primeiro prêmio, Alfalfa também ganha de volta o coração de Darla após ser revelado que Darla chutou Waldo para fora do carro, e não o oposto. Spanky, entretanto, está chocado com a apresentação do troféu, quando ele finalmente encontra o seu piloto favorito, A.J. Ferguson. O piloto é, na realidade, uma mulher. Assim que a sede do clube é reconstruída, os meninos têm coletivamente uma mudança de coração em direção a adesão e aceitam Darla e suas amigas para o clube, com a expressão "Mulheres bem-vindas" acrescentada ao lema.

## Elenco
Crianças
- Travis Tedford como George "Spanky" McFarland, ou "Batatinha" (no Brasil), o presidente do "Clube dos Homens que Detestam as Mulheres" e melhor amigo de Alfafa;
- Bug Hall como Alfafa Switzer, melhor amigo de Spanky e namorado de Darla;
- Brittany Ashton Holmes como Darla, interesse amoroso de Alfalfa;
- Kevin Jamal Woods como Stymie, o vice presidente do clube;
- Jordan Warkol (voz dublada por E.G. Daily) como Froggy, um membro do clube, com uma voz rouca e um amor para anfíbios;
- Zachary Mabry como Porky, um dos membros mais jovens do clube;
- Ross Elliot Bagley como Buckwheat, ou Chapéu, mais um dos membros mais jovens do clube e melhor amigo de Porky;
- Sam Saletta como Butch, o valentão do bairro;
- Blake Jeremy Collins como Woim, amigo e sócio de Butch;
- Blake McIver Ewing como Waldo, um novo garoto, rico e detestável, que está de olho em Darla;
- Courtland Mead como Uh-huh ou "Ah-ham" (no Brasil) – "tipógrafo" do clube, sempre responde "uh-huh";
- Juliette Brewer como Mary Ann;
- Heather Karasek como Jane;
- Raven-Symoné como namorada de Stymie;
- Mary-Kate e Ashley Olsen como as gêmeas na festa do pijama de Darla.

Adultos
- Mel Brooks como Sr. Welling, o pomposo e grosseiro caixa do banco;
- Lea Thompson como Sra. Roberts, instrutora de balé de Darla;
- Daryl Hannah como Sra. Crabtree, professora da turma;
- Reba McEntire como A.J. Ferguson, "a melhor piloto que existe";
- Whoopi Goldberg como mãe do Chapéu;
- Donald Trump como pai de Waldo;
- Eric Edwards como pai de Spanky, ou Batatinha;
- Dan Carton como pai de Alfalfa;
- George Wendt como homem da loja de madeira.

Animais
- Petey, um cão Buldogue americano, animal de estimação de Batatinha ("Spanky") e membro do clube;[3]
- Elmer, um macaco do género Cebus, e membro do clube.
- Fifi, um cão doberman pinscher de Waldo.

## Lançamento

### Crítica
No site agregador de críticas Rotten Tomatoes, 27% das 11 resenhas dos críticos são positivas.

### Bilheteria
Conseguiu 10 milhões de dólares na América do Norte durante a sua semana de estréia, ficando em quarto lugar. O filme arrecadou um total de 67,308,282 de dólares mundialmente, sendo um sucesso.[carece de fontes?]